# Ilja Raszkowski
Ilja Raszkowski (ros. Илья Рашковский) (ur. 17 listopada 1984 w Irkucku) – pianista rosyjski.
Studiuje w Paryżu w École Normale de Musique pod kierunkiem Mariana Rybickiego.
Ukończył naukę w Szkole Muzycznej w Nowosybirsku i w Hochschule für Musik w Hanowerze. Jest laureatem wielu nagród pianistycznych (szczególnie we Włoszech i w Hongkongu. Zajął też drugie miejsce w Międzynarodowym Konkursie Muzycznym im. Long-Thibaud w Paryżu. W roku 2010 zgłosił się na Konkurs Pianistyczny im. Fryderyka Chopina, który odbywał się w Warszawie.
Zakończył go w drugim etapie.
Program pierwszego etapu:

Nokturn c-moll op. 48 nr 1,

Etiuda h-moll op. 25 nr 10,

Etiuda a-moll op. 25 nr 11,

Fantazja f-moll op. 49.
Ilia Raszkowskij w drugim etapie grał:

Andante spianato i Wielki Polonez Es-dur op. 22,

Mazurek a-moll op. 59 nr 1,

Mazurek As-dur op. 59 nr 2,

Mazurek fis-moll op. 59 nr 3,

Walc F-dur op. 34 nr 3,

Scherzo cis-moll op. 39,

Ballada f-moll op.52.
Pozycja w książce programowej Ilii Raszkowskiego to numer 57. Wybrał fortepian marki Steinway.
Ilja Raszkowski grywał z wieloma prestiżowymi orkiestrami świata jak: Czeska Narodowa Orkiestra Symfoniczna, New Japan Symphony, London Chamber Orchestra, London Mozart Players Orchestra i Orkiestra Filharmoniczna w Hongkongu. Sale na świecie w których dawał recitale, dorównują wartością orkiestrom. Grywał w: Concertgebouw, Salle Pleyel, Suntory Hall i Lincoln Center.
Świetny wykonawca muzyki Dmitrija Szostakowicza. Z muzyki Chopina szczególnie cenione wykonania Ballady f-moll op.52i Etiudy a-moll op. 25 nr 11.